# Jephan de Villiers
Jephan de Villiers es un escultor francés, nacido el 4 de abril de 1940 en Le Chesnay. Divide su tiempo entre el taller de Jolymont en Watermael-Boitsfort (Bruselas) y el de Corloux en Mirambeau (Charente Marítimo) .

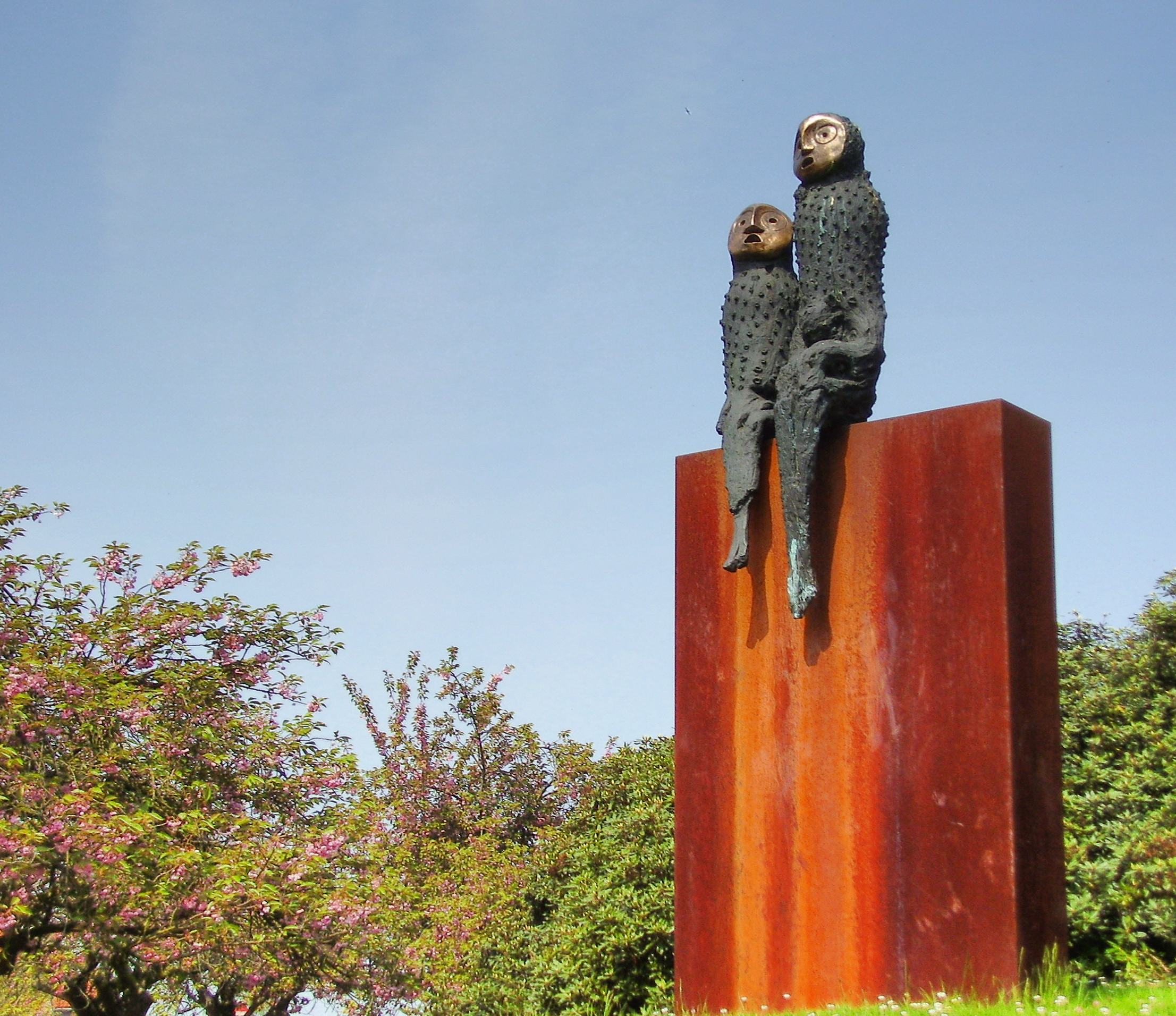
Âmes-oiseaux
Almas -aves (bronce) 1998 Bruselas

## Vida y obra
Cuando rondaba los 14 años de edad comenzó a recoger en el jardín de su abuela cerca de Versalles las ramas y hojas secas para hacer extensas aldeas de barro y cortezas. Unos años más tarde, rellenaba las cáscaras de huevo con pintura y las arrojaba sobre papel negro de gran tamaño. En la década de 1960, el descubrimiento del estudio de Brancusi reconstruido en el Museo de Arte Moderno de París, da lugar al nacimiento de las esculturas blancas filiformes que él llamó Estructuras aquatiales.
Entonces se estableció en Londres, donde expuso sus esculturas de yeso. En 1976, durante un viaje a Bruselas, Jephan Villiers descubrió el bosque de Soignes y recoge el primer "cuerpo de madera" pre figuración del Viaje en Arbonie . Desde entonces, todo lo que utiliza proviene de este mundo secreto de las plantas derribadas en el suelo, donde se pudren, se pierden y transforman. Estas raíces, estas cortezas de abedul, estos insectos, recogidos durante sus paseos en el bosque se convertirá en los pueblos de nómadas, los bosques itinerantes, de ángeles a caballo de osos gigantes. Este pueblo de madera muerta avanza en largas procesiones silenciosas, tribus extrañas de un territorio imaginario.

## Obras y exposiciones
Jephan de Villiers ha presentado numerosas exposiciones individuales y de grupo en todo el mundo.
- Un importante tríptico Cántico en memoria de un árbol,[nota 2] se puede ver en el Museo de Arte Moderno de Bruselas desde 1989.
- Desde 1998, las Âmes-oiseaux - Almas aves fueron instaladas en tres tilos en el barrio de Logis Watermael-Boitsfort (Bruselas).
- En el año 2002, se presentó una retrospectiva en el Museo Halle Saint Pierre en París.
- En abril de 2004, dos esculturas monumentales acompañadas con 210 piezas de memoria se inauguraron en la estación de metro Albert en Bruselas.
- El primer espacio Jephan de Villiers alberga una exposición permanente desde 1998 en Jolymont (Watermeal-Boitsfort en Bruselas)
- Un nuevo espacio de exposición permanente se abrió en agosto de 2005 en Corloux (Mirambeau en Charente-Maritime)